# Oligodon teyniei
Oligodon teyniei — вид змій родини полозових (Colubridae). Описаний у 2022 році.

## Назва
Вид названо на честь французького герпетолога Олександра Тейні, за його внесок у вивчення герпетофауни Лаосу.

## Поширення
Вид поширений у провінції Тямпасак на півдні Лаосу.